# ダマリー＝レ＝リス
ダマリー＝レ＝リス （Dammarie-lès-Lys）は、フランス、イル＝ド＝フランス地域圏、セーヌ＝エ＝マルヌ県のコミューン。

## 地理
ダマリーはセーヌ川の蛇行部、南岸に位置する。ムランは北岸と南岸の一部にあたる。対岸の東はル・メ＝シュル＝セーヌだが、ダマリーとは境界をもたない。ダマリーは南をフォンテーヌブローの森と接している。RER D線とトランジリアンが停車する、ヴォーヴ駅がある。

## 地名の由来
1253年には Danemarie という綴りが見られる。この名は聖母マリアに捧げられた礼拝堂の名から派生しており、接頭辞の dam は、dom と同じく神聖なるものを意味する。
ダマリーには前置詞 lès を介して教区にあるリス修道院（Abbaye du Lys）の名が付与され、かつてはダマリー＝レ＝リス（Dammarie lès Lys）、すなわち「リス修道院近くの聖母マリア礼拝堂」を意味する名で呼ばれていた。やがてアクサンなしに Dammarie les Lys と綴るようになったが、現在の正式な綴りは歴史的なものに戻されている。
フランス革命時代にはダマリー＝レ＝フォンテーヌ（Dammarie-les-Fontaines）と改名されていた。

## 人口統計
| 1962年 | 1968年 | 1975年 | 1982年 | 1990年 | 1999年 | 2006年 | 2011年 | 2012年 |
| ------ | ------ | ------ | ------ | ------ | ------ | ------ | ------ | ------ |
| 10246  | 12057  | 19741  | 19794  | 21148  | 20659  | 20838  | 20661  | 20892  |

参照元:1999年までLdh/Cassini、2004年以降INSEE

## 姉妹都市
- エッペルハイム、ドイツ
- モンテベッルーナ、イタリア
- タタ、ハンガリー
- アルコス・デ・ヴァルデヴェス、ポルトガル